# هدایت‌فیلم

نشان هدایت فیلم

هدایت‌فیلم یک شرکت تولید و توزیع فیلم‌های سینمایی در ایران است.
این شرکت در سال ۱۳۶۵ تأسیس شده و مدیریت آن بر عهدهٔ مرتضی شایسته و مصطفی شایسته است. 
این شرکت همچنین اولین شرکت تولید و توزیع فیلم‌های سینمایی در ایران است.

## تهیه‌کننده
- کنعان (۱۳۸۶)
- تیک آف (۱۳۸۱)
- روز واقعه (۱۳۷۳)
- کانی مانگا (۱۳۶۶)

## سرمایه‌گذار
- قصهٔ پریا (۱۳۸۸)
- ساقی (۱۳۸۰)
- آبی (۱۳۷۹)
- پارتی (۱۳۷۹)
- بوی کافور، عطر یاس (۱۳۷۸)
- سهراب (۱۳۷۸)

## محصول
- حدود ۸ صبح (۱۴۰۱)
- جانان (۱۳۹۷)
- ویلایی‌ها (۱۳۹۶)
- من دیوانه نیستم (۱۳۹۶)
- خشکسالی و دروغ (۱۳۹۴)
- قصه پریا (۱۳۸۸)
- زن ها شگفت انگیزند (۱۳۸۹)
- به دنبال خوشبختی (۱۳۸۸)
- امشب شب مهتابه (۱۳۸۷)
- حرکت اول (۱۳۸۷)
- سوپراستار (۱۳۸۷)
- کنعان (۱۳۸۶)
- بی‌پولی (۱۳۸۶)
- در شهر خبری نیست، هست (۱۳۸۶)
- صد سال به این سال‌ها (۱۳۸۶)
- سرگیجه (۱۳۸۵)
- محاکمه (۱۳۸۵)
- رئیس (۱۳۸۵)
- مکس (۱۳۸۴)
- کافه ستاره (۱۳۸۳)
- بوتیک (۱۳۸۲)
- سربازهای جمعه (۱۳۸۲)
- هم‌نفس (۱۳۸۲)
- چشمان سیاه (۱۳۸۱)
- آبی (۱۳۷۹)
- رقص با رؤیا (۱۳۷۹)
- بوی کافور، عطر یاس (۱۳۷۸)
- سهراب (۱۳۷۸)
- سیاوش (۱۳۷۷)
- جهان‌پهلوان تختی (۱۳۷۶)
- ابر و آفتاب (۱۳۷۵)
- نابخشوده (۱۳۷۵)
- تجارت (۱۳۷۳)
- رؤیای نیمه‌شب تابستان (۱۳۷۳)
- می‌خواهم زنده بمانم (۱۳۷۳)
- افعی (۱۳۷۱)
- طعمه (۱۳۷۱)
- مریم و میتیل (۱۳۷۱)
- ردپای گرگ (۱۳۷۱)
- پول خارجی (۱۳۶۸)
- مادر (۱۳۶۸)
- روز باشکوه (۱۳۶۷)
- تپش (۱۳۶۷)
- جنگل‌بان (۱۳۶۶)
- خانه‌ای مثل شهر (۱۳۶۶)
- کانی مانگا (۱۳۶۶)
- اتاق یک (۱۳۶۵)
- سراب (۱۳۶۵)
- گزارش یک قتل (۱۳۶۵)
- سامان (۱۳۶۴)
- سردار جنگل (۱۳۶۲)